# Castello di Ocre
Il castello di Ocre sorge sul monte Circolo a 933 m s.l.m. nel comune di Ocre, in provincia dell'Aquila, sul ciglio della dolina che si apre sopra l'abitato di Fossa.

## Storia

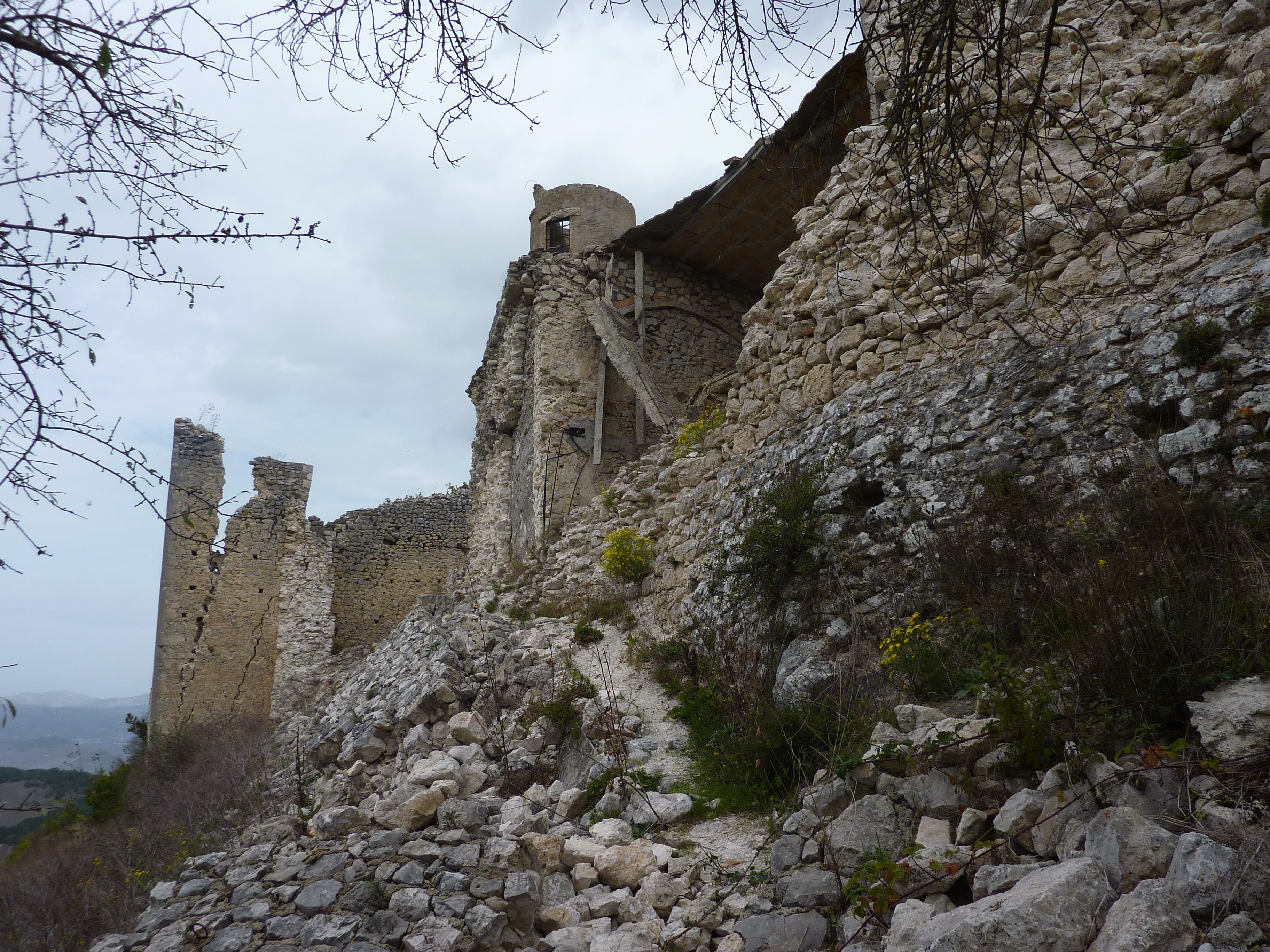
Ruderi di una fiancata del castello

La prima fonte ad attestare l'esistenza del castello di Ocre è il Catalogus baronum, che menziona Todino di Collimento, discendente dei Conti dei Marsi, come suo feudatario; pochi anni più tardi una bolla di Papa Alessandro III del 1178 lo cita tra i possedimenti della Diocesi di Forcona. Nel 1254 venne menzionato col nome di Cassari Castro tra quelli salvati dalla distruzione decisa per tutti i castelli della zona per favorire la fondazione della città dell'Aquila perché di proprietà del gran cancelliere Gualtiero di Ocre, ultimo erede dei signori di Albe che possedevano il feudo sin dalla conquista normanna.
Sotto il Re Carlo I d'Angiò il castello passò nel 1266 al Regno di Sicilia. Sempre nello stesso anno il castello venne saccheggiato dagli aquilani dopo la ricostruzione della città precedentemente distrutta dal Re Manfredi di Svevia con il supporto dei baroni del circondario. Carlo I d'Angiò inoltre confiscò i castelli dell'aquilano a seguito del loro appoggio a Corradino di Svevia e nel 1269 quello di Ocre venne affidato a Morel de Saours, riportato nelle fonti anche come Morello (o Mauriello) de Saurgio.
Nel 1283 il castello fu assegnato a Giovanni di Bissone e nel 1293 subì un altro saccheggio da parte degli aquilani. L'attacco più grave fu però quello sferrato nel 1423 dal capitano di ventura Braccio da Montone, nell'ambito della guerra dell'Aquila. Perso il ruolo di difesa della città aquilana, il castello si avvierà verso una progressiva decadenza: all'inizio del XVI secolo Ocre non sarà più citata come "castrum" ma come "villa", con la popolazione locale che progressivamente abbandonerà il borgo fortificato.

## Architettura
Il castello in realtà è più correttamente classificabile come "borgo fortificato". All'interno delle mura sono ancora visibili le antiche abitazioni, le case-torri e le strade.

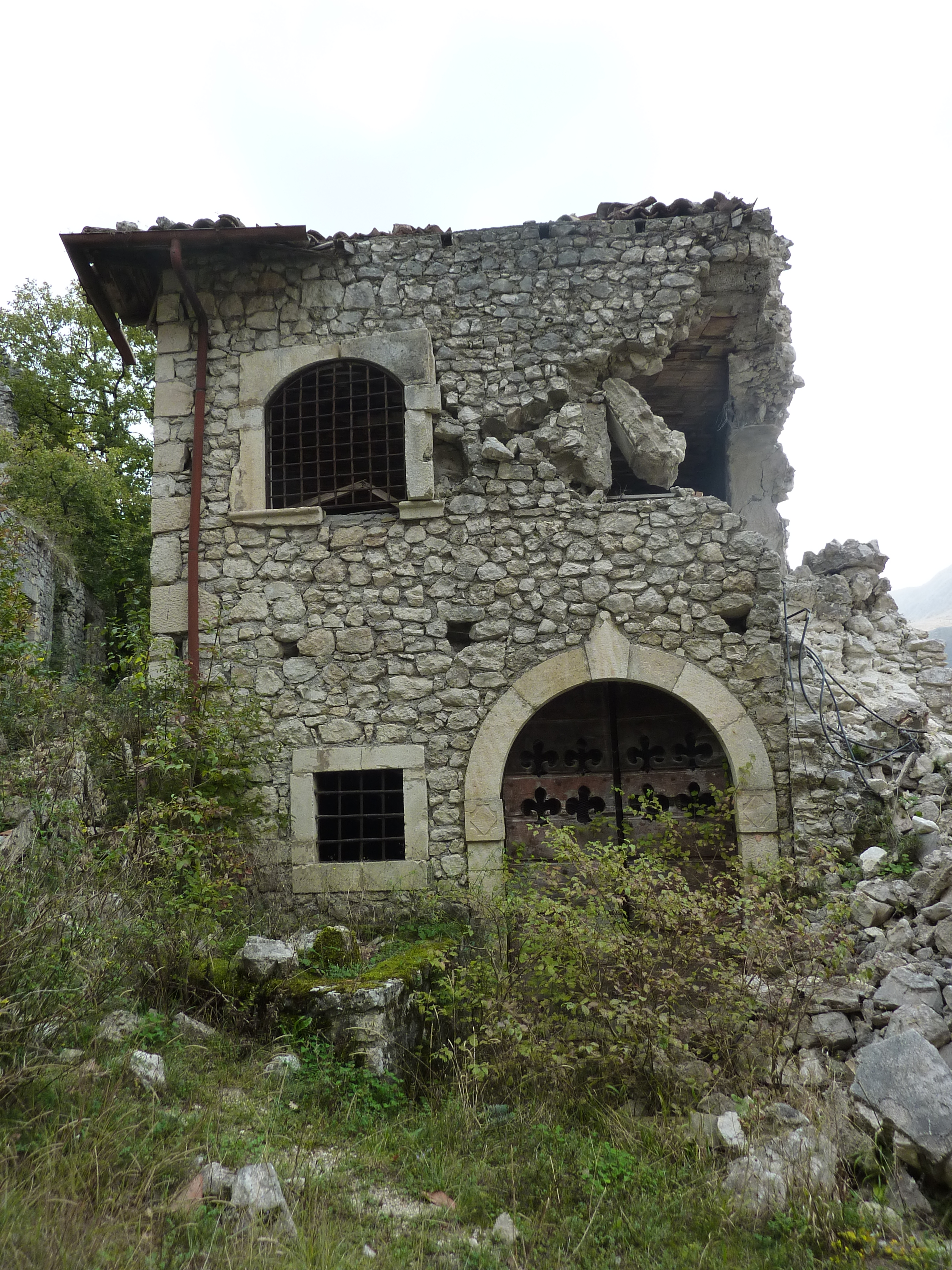
Resti di un'abitazione in pietra situata all'interno del castello

Ha pianta a triangolo isoscele, con un perimetro di 470 m, la base (che rappresenta anche il lato più corto) a nord-ovest ed il vertice del triangolo a sud-est. Nella cinta muraria sono inserite sette torri, tre delle quali lungo il lato nord-ovest, con due ravvicinate sul vertice settentrionale, una al vertice meridionale, ed altre tre rompitratta in corrispondenza della mezzeria del cammino di ronda: due sul lato nord-ovest ed una sul fianco nord-est, protetto naturalmente dallo strapiombo sulla dolina di Fossa.
L'unico ingresso al castello si trova presso la torre d'angolo sul fianco ovest, e consiste in una porta ogivale risalente al XIII secolo e protetta da un sistema di difesa a tiro incrociato.
Nella punta meridionale del borgo si trova la chiesa, dedicata a San Salvatore "inter castrum Ocre". Costruita su tre navate con abside finale, risulta completamente diroccata, anche se si hanno sue notizie fino al 1581. Da questa chiesa provengono i resti di un affresco della metà dell'XII secolo, raffigurante una Madonna in trono col Bambino tra due figure, detta "Madonna de Ambro", oggi al Museo nazionale d'Abruzzo di L'Aquila.
L'affresco mostra molti tratti bizantineggianti della Madonna che sorregge il Bambino in posizione centrale, tra i due santi.